# Podgórze

Il distretto di Podgórze

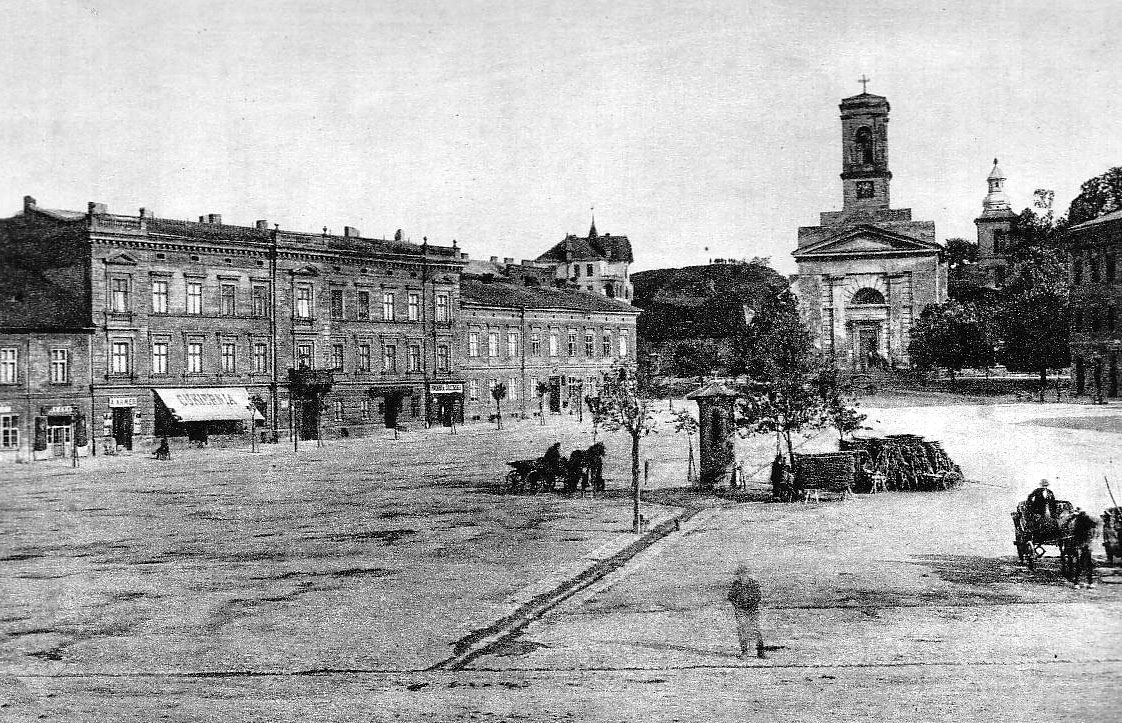
Market Square, alla fine XIX secolo

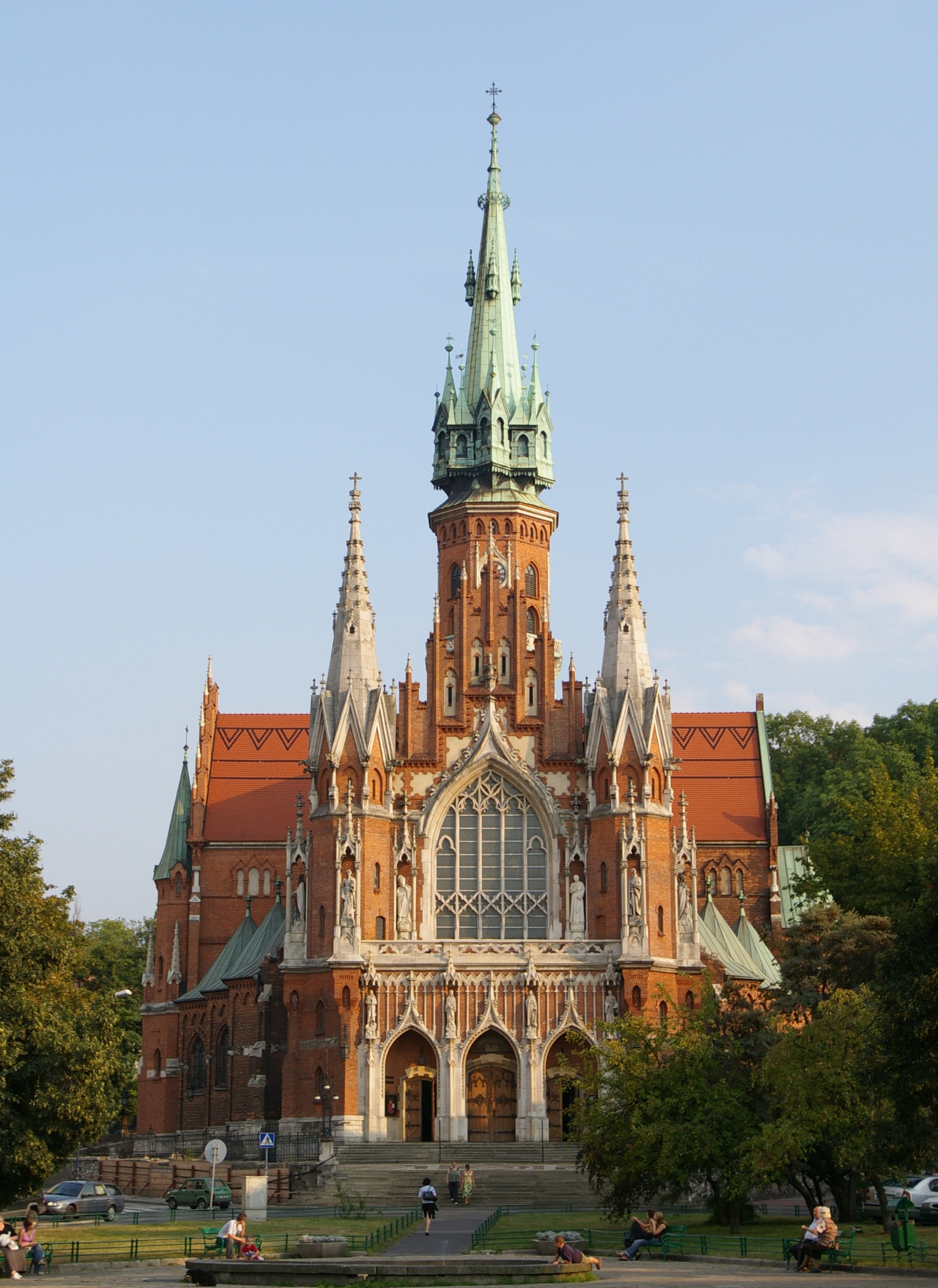
La Chiesa di St Joseph, costruita negli anni 1905-1909

Podgórze è un distretto di Cracovia, Polonia. È stato costruito lungo il fiume Vistola dagli austriaci nel XIX secolo.

## Storia
Nel 1915, verso la fine del dominio austriaco, le dimensioni di Podgórze raggiunsero 1/5 delle dimensioni di Cracovia, il distretto rimase integrato nella città fino al ritorno dell'indipendenza della Polonia.
Comprende la parte storica di Podgórze con la piazza del mercato triangolare e l'imponente chiesa di San Giuseppe, nonché le verdi colline di Krzemionki con la cava della seconda guerra mondiale. Comprende anche il sito del ghetto nazista di Cracovia e la fabbrica Schindler dell'omonimo imprenditore che salvò quasi 1 200 ebrei dai campi di sterminio, così come i vecchi villaggi di Płaszów, Rybitwy e Przewóz. La popolazione distrettuale al 31 dicembre 2006 era di 31 599 in un'area di 2 456 ettari.
Il ghetto di Cracovia era collocato nel centro di Podgórze. Il distretto comprende la zona dei quattro tumuli commemorativi della città: il tumulo di Krakus, il tumulo di Wanda, e i più moderni tumuli di Kościuszko e Piłsudski.

## Nella cultura di massa
Nel distretto di Podgórze è stata girata larga parte del film del 1993 Schindler's List - La lista di Schindler.